# Туровское сельское поселение (Орловская область)
Туровское се́льское поселе́ние — муниципальное образование в Верховском районе Орловской области Российской Федерации.
Административный центр — деревня Туровка.

## История
Статус и границы сельского поселения установлены Законом Орловской области от 19 ноября 2004 года № 446-ОЗ «О статусе, границах и административных центрах муниципальных образований на территории Верховского района Орловской области»

## Население
| 2010 | 2012 | 2013 | 2014 | 2015 | 2016 | 2017 |
| ---- | ---- | ---- | ---- | ---- | ---- | ---- |
| 660  | ↗671 | ↗681 | ↗697 | ↘690 | ↘679 | ↘667 |
| 2018 | 2019 | 2020 | 2021 | 2023 |      |      |
| ↘658 | ↘633 | ↗637 | ↗712 | ↘694 |      |      |

## Состав сельского поселения
| № | Населённый пункт | Тип населённого пункта          | Население |
| - | ---------------- | ------------------------------- | --------- |
| 1 | Ворогушино       | деревня                         | ↘17       |
| 2 | Дичня            | село                            | ↘8        |
| 3 | Каменка          | село                            | ↘162      |
| 4 | Колодецкий       | посёлок                         | 0         |
| 5 | Кубановка        | деревня                         | 15        |
| 6 | Туровка          | деревня, административный центр | ↘458      |